# Gøtugjógv
Gøtugjógv este un oraș din Insulele Faroe.